# Team Sunweb/Saison 2017
Diese Liste beschreibt die Mannschaft und die Erfolge des Radsportteams Team Sunweb in der Saison 2017.

## Erfolge in der UCI WorldTour
In den Rennen der UCI WorldTour Saison 2017 der UCI WorldTour gelangen die nachstehenden Erfolge.
| Datum         | Rennen                            | Sieger           |
| ------------- | --------------------------------- | ---------------- |
| 29. Januar    | Cadel Evans Great Ocean Road Race | Nikias Arndt     |
| 3. April      | 1. Etappe Baskenland-Rundfahrt    | Michael Matthews |
| 16. Mai       | 10. Etappe Giro d’Italia (EZF)    | Tom Dumoulin     |
| 20. Mai       | 14. Etappe Giro d’Italia          | Tom Dumoulin     |
| 5.–28. Mai    | Gesamtwertung Giro d’Italia       | Tom Dumoulin     |
| 8. Juni       | 5. Etappe Critérium du Dauphiné   | Phil Bauhaus     |
| 12. Juni      | 3. Etappe Tour de Suisse          | Michael Matthews |
| 14. Juli      | 13. Etappe Tour de France         | Warren Barguil   |
| 15. Juli      | 14. Etappe Tour de France         | Michael Matthews |
| 18. Juli      | 16. Etappe Tour de France         | Michael Matthews |
| 20. Juli      | 18. Etappe Tour de France         | Warren Barguil   |
| 7.–13. August | Gesamtwertung BinckBank Tour      | Tom Dumoulin     |
| 17. September | Weltmeisterschaften (MZF)         | Team Sunweb      |

1. ↑  Das Rennen ist nicht Teil der UCI WorldTour; es werden jedoch Punkte für die Mannschaftswertung vergeben.

## Erfolge in der UCI Asia Tour
In den Rennen der UCI Asia Tour Saison 2017 der UCI Asia Tour gelangen die nachstehenden Erfolge.
| Datum       | Rennen                 | Kat. | Sieger               |
| ----------- | ---------------------- | ---- | -------------------- |
| 16. Februar | 3. Etappe Tour of Oman | 2.HC | Søren Kragh Andersen |

## Erfolge in der UCI Europe Tour
In den Rennen der UCI Europe Tour Saison 2017 der UCI Europe Tour gelangen die nachstehenden Erfolge.
| Datum         | Rennen                                | Kat. | Sieger        |
| ------------- | ------------------------------------- | ---- | ------------- |
| 4. Juni       | Hammer Chase Hammer Sportzone Limburg | 2.1  | Team Sunweb   |
| 16. September | 5. Etappe Dänemark-Rundfahrt          | 2.HC | Max Walscheid |

## Erfolge bei den Nationalen Straßen-Radsportmeisterschaften
In den Rennen zu den Nationalen Straßen-Radsportmeisterschaften 2017 gelangen die nachstehenden Erfolge.
| Datum    | Rennen                                           | Sieger          |
| -------- | ------------------------------------------------ | --------------- |
| 21. Juni | Niederländische Meisterschaft – Einzelzeitfahren | Tom Dumoulin    |
| 23. Juni | Österreichische Meisterschaft – Einzelzeitfahren | Georg Preidler  |
| 25. Juni | Niederländische Meisterschaft – Straßenrennen    | Ramon Sinkeldam |

## Zugänge – Abgänge
| Zugänge          | Team 2016                 | Abgänge            | Team 2017           |
| ---------------- | ------------------------- | ------------------ | ------------------- |
| Phil Bauhaus     | Bora-Argon 18             | Ji Cheng           | Karriereende        |
| Chris Hamilton   | Avanti Isowhey Sport      | Koen de Kort       | Trek-Segafredo      |
| Lennard Hofstede | Rabobank Development Team | John Degenkolb     | Trek-Segafredo      |
| Lennard Kämna    | Stölting Service Group    | Caleb Fairly       | Karriereende        |
| Wilco Kelderman  | Team Lotto NL-Jumbo       | Carter Jones       | Karriereende        |
| Michael Matthews | Orica GreenEdge           | Fredrik Ludvigsson | Team Copenhagen     |
| Mike Teunissen   | Team Lotto NL-Jumbo       | Tobias Ludvigsson  | FDJ                 |
|                  |                           | Lars van der Haar  | Telenet Fidea Lions |
|                  |                           | Tom Veelers        | Karriereende        |

## Mannschaft
| Teamkader 2017                            | Teamkader 2017     | Teamkader 2017     | Teamkader 2017                        |
| Name                                      | Geburtsdatum       | Land               | Vorheriges Team                       |
| ----------------------------------------- | ------------------ | ------------------ | ------------------------------------- |
| Nikias Arndt                              | 18. November 1991  | Deutschland        | LKT Team Brandenburg (2012)           |
| Warren Barguil                            | 28. Oktober 1991   | Frankreich         | Club Cycliste d'Étupes (2012)         |
| Phil Bauhaus                              | 8. Juli 1994       | Deutschland        | Bora-Argon 18 (2016)                  |
| Roy Curvers                               | 27. Dezember 1979  | Niederlande        | Time-Van Hemert (2007)                |
| Bert De Backer                            | 2. April 1984      | Belgien            | Skil-Shimano (2008)                   |
| Tom Dumoulin                              | 11. November 1990  | Niederlande        | Rabobank Continental (2011)           |
| Johannes Fröhlinger                       | 9. Juni 1985       | Deutschland        | Team Milram (2010)                    |
| Simon Geschke                             | 13. März 1986      | Deutschland        | KED-Bianchi Berlin (2008)             |
| Chad Haga                                 | 26. August 1988    | Vereinigte Staaten | Optum-Kelly Benefit Strategies (2013) |
| Chris Hamilton                            | 18. Mai 1995       | Australien         | Avanti IsoWhey Sports (2016)          |
| Lennard Hofstede                          | 29. Dezember 1994  | Niederlande        | Rabobank Development (2016)           |
| Lennard Kämna                             | 9. September 1996  | Deutschland        | Stölting Service Group (2016)         |
| Wilco Kelderman                           | 25. März 1991      | Niederlande        | LottoNL-Jumbo (2016)                  |
| Søren Kragh Andersen                      | 10. August 1994    | Dänemark           | Trefor-Blue Water (2015)              |
| Sindre Lunke                              | 17. April 1993     | Norwegen           | Joker (2015)                          |
| Michael Matthews                          | 26. September 1990 | Australien         | Orica-BikeExchange (2016)             |
| Sam Oomen                                 | 15. August 1995    | Niederlande        | Rabobank Development (2015)           |
| Georg Preidler                            | 17. Juni 1990      | Österreich         | Team Type 1-Sanofi (2012)             |
| Ramon Sinkeldam                           | 9. Februar 1989    | Niederlande        | Rabobank Continental (2011)           |
| Tom Stamsnijder                           | 15. Mai 1985       | Niederlande        | Leopard-Trek (2011)                   |
| Laurens ten Dam                           | 13. November 1980  | Niederlande        | LottoNL-Jumbo (2015)                  |
| Mike Teunissen                            | 25. August 1992    | Niederlande        | LottoNL-Jumbo (2016)                  |
| Albert Timmer                             | 13. Juni 1985      | Niederlande        | Löwik Meubelen (2006)                 |
| Zico Waeytens                             | 29. September 1991 | Belgien            | Topsport Vlaanderen-Baloise (2014)    |
| Max Walscheid                             | 13. Juni 1993      | Deutschland        | Kuota-Lotto (2015)                    |
| Max Kanter (1. Aug.–31. Dez., Stagiaire)  | 22. Oktober 1997   | Deutschland        | LKT Team Brandenburg (2016)           |
| Leon Rohde (1. Aug.–31. Dez., Stagiaire)  | 10. Mai 1995       | Deutschland        | LKT Team Brandenburg (2016)           |
|                                           |                    |                    |                                       |
| Quellen: ProCyclingStats Cycling Quotient |                    |                    |                                       |